# Военный бюджет США
Военный бюджет США — часть федерального бюджета США, выделяемая Министерству обороны США, или в более широком смысле, часть бюджета, которая идёт на какие-либо военные расходы. Из этого военного бюджета платятся зарплаты, проводится обучение и медицинское обслуживание персонала, поддерживается вооружение, снаряжение и средства, разрабатывается и покупается новое оборудование, а также выделяются фонды на военные операции. Средства бюджета распределяются между родами войск: армией, морской пехотой, ВМС, ВВС и береговой охраной.

## История
Во время второй мировой войны Управление стратегических служб США организовало массовое изготовление фальшивых денег стран «оси» (для дезорганизации экономики вражеских стран и расчётов с агентурой на оккупированных территориях). Кроме того, часть расходов США оплачивалась специальными военными деньгами. Так, после высадки войск во французской Северной Африке в ноябре 1942 года военные деньги использовались для расчётов на территории Северной Африки. В дальнейшем, в феврале — мае 1944 года в США были напечатаны 40 млрд. военных франков (которые использовались в основном на территории Франции - после высадки западных союзников в Нормандии летом 1944 года). Для расчётов на территории Италии использовались выпущенные англо-американским командованием военные лиры, для расчётов на территории Западной Германии - оккупационные марки. Для расчётов на территории Японии в 1945-1948 гг. использовались оккупационные иены.
Начало войны во Вьетнаме привело к росту расходов военного бюджета США (даже несмотря на то, что часть платежей находившиеся на территории дружественных стран Индокитая войска США с 1965 до 1973 года оплачивали не долларами США, а бумажными платёжными сертификатами "Military Payment Certificate" министерства обороны США, которые печатали в типографии правительства США на острове Гуам). 
Расходы на ведение войны во Вьетнаме (которые продолжали увеличиваться даже после объявления в 1969 году политики "вьетнамизации") являлись одной из основных причин роста дефицита государственного бюджета США на рубеже 1960х - 1970х гг. В результате, 1 февраля 1972 года (в ходе обсуждения вопроса о необходимости утверждения конгрессом США дальнейшего повышения уровня государственного долга на 1973 год в сумме 480 млрд. долларов - то есть, на 50 млрд. больше по сравнению с текущим 1971/1972 финансовым годом) министр финансов США Дж. Коннелли во время выступления в бюджетной комиссии палаты представителей признал, что несмотря на утверждённое повышение уровня государственного долга на 50 млрд. долларов (которое стало крупнейшим повышением за всё время после окончания второй мировой войны в 1945 году и самым высоким уровнем долга за всю историю страны) после окончания 1973 финансового года правительство США будет вынуждено запросить конгресс о дальнейшем повышении уровня государственного долга.

## Современное состояние
Военный бюджет США — крупнейший в мире; в 2022 году на него приходилось 39% от военных расходов всех стран мира вместе взятых. Военные расходы составляли около 3,5% ВВП США.
Военный бюджет США относится к дискреционной части федерального бюджета — части бюджетных расходов, которые не регламентируются какими-либо законами или правилами в долгосрочной перспективе, как социальное обеспечение или здравоохранение; вместо этого Конгресс США ежегодно определяет, какой должна быть дискреционная часть бюджета на следующий год. На расходы, связанные с Министерством обороны, приходится около 44% от всей дискреционной части бюджета; с учетом других относящихся к национальной обороне ведомств, как Министерство внутренней безопасности и Министерство по делам ветеранов, на военный бюджет приходится около 55% дискреционной части бюджета.
Годовые затраты США на модернизацию вооруженных сил и повышение военного потенциала — включая закупку у поставщиков нового вооружения, исследования и разработки в области обороны, составляли в 2022 году 264 миллиарда долларов, или около 30% бюджета. Более половины военного бюджета — в 2021 финансовом году около 400 миллиардов долларов — тратится на оплату работ тысяч компаний-подрядчиков и субподрядчиков, составляющих военно-промышленный комплекс США. В 2021 году почти 30% этих расходов приходилось на пять крупнейших компаний («Большая пятёрка»): Lockheed Martin ($39 млрд), Boeing ($23 млрд), Raytheon ($20,6 млрд), General Dynamics ($16,6 млрд) и Northrop Grumman ($14,7 млрд). Эти компании обладают большим политическим влиянием и заинтересованы в поддержании высокого уровня военных расходов. Другие важные статьи военных расходов США — расходы на операции и обслуживание (34% всех военных расходов), а также расходы на персонал (19%). В США около 72% из 3,5 миллиона федеральных служащих заняты в ведомствах, связанных с национальной обороной — к этому числу относятся военнослужащие, гражданские чиновники Министерства обороны и смежных ведомств, как Министерство по делам ветеранов, тогда как, например, на Государственный департамент США приходится лишь 1% федеральных служащих. 

## Динамика военных расходов
- 1941/1942 финансовый год - изначально утверждены в размере 18 млрд. долларов[7], но после японской атаки на Перл-Харбор 7 декабря 1941 и вступления США во вторую мировую войну они были увеличены.
- 2000 год - 301,697 млрд. долларов США (3,3% ВВП)[8]
- 2003 год - 415,223 млрд. долларов США (3,7% ВВП)[9]
- 2004 год - 464,676 млрд. долларов США (3,9% ВВП)[9]
- 2005 год - 503,353 млрд. долларов США (3,9% ВВП)[8]
- 2006 год - 555,950 млрд. долларов США (4,0% ВВП)[8]
- 2007 год - 586,106  млрд. долларов США (4,0% ВВП)[8]
- 2008 год - 729,544 млрд. долларов США (5,04% ВВП)[10]
- 2009 год - 757,466 млрд. долларов США (5,32% ВВП)[10]
- 2010 год - 720,423 млрд. долларов США (4,81% ВВП)[11]
- 2011 год - 740,744 млрд. долларов США (4,78% ВВП)[11]
- 2012 год - 712,947 млрд. долларов США (4,42% ВВП)[11]
- 2013 год - 680,856 млрд. долларов США (4,03% ВВП)[12]
- 2014 год - 653,942 млрд. долларов США (3,72% ВВП)[13]
- 2015 год - 641,253 млрд. долларов США (3,52% ВВП)[13]
- 2016 год - 656,059 млрд. долларов США (3,52% ВВП)[13]
- 2017 год - 642,933 млрд. долларов США (3,31% ВВП)[13]
- 2018 год - 672,255 млрд. долларов США (3,29% ВВП)[13]
- 2019 год - 750,886 млрд. долларов США (3,51% ВВП)[13]
- 2020 год - 770,650 млрд. долларов США (3,64% ВВП)[13]
- 2021 год - 793,990 млрд. долларов США (3,48% ВВП)[13]
- 2022 год - 821,830 млрд. долларов США (3,45% ВВП)[13]
- 2023 год - 860,000 млрд. долларов США (3,49% ВВП)[13]